# دابي
دابي أو أل 4 '،6-diamidino-2-phenylindole وهي وصمة فلورسنت (فلورية) ترتبط بقوة إلى المناطق الغنية في الحمض النووي بالنيكليوتيدات AT . وتستخدم على نطاق واسع في مجال المجاهر. يمكن لدابي ان تمر عبر غشاء الخلية السليم ولذلك يمكن استخدامه لصبغ الخلايا الحية والثابتة على حد سواء، على الرغم من أنه يمر عبر الغشاء بكفاءة أقل في الخلايا الحية، وبالتالي فإن فعالية الوصمة تكون أقل.